# Comuna de Belsk Duży
Belsk Duży (polaco: Gmina Belsk Duży) é uma gmina (comuna) na Polónia, na voivodia de Mazóvia e no condado de Grójecki. A sede do condado é a cidade de Belsk Duży.
De acordo com os censos de 2004, a comuna tem 6822 habitantes, com uma densidade 63,3 hab/km².

## Área
Estende-se por uma área de 107,84 km².

## Demografia
Dados de 30 de Junho 2004:
|                      | Total   | Total | Mulheres | Mulheres | Homens  | Homens |
| -------------------- | ------- | ----- | -------- | -------- | ------- | ------ |
|                      | pessoas | %     | pessoas  | %        | pessoas | %      |
| População            | 6822    | 100   | 3458     | 50,7     | 3364    | 49,3   |
| Densidade (pop./km²) | 63,3    | 100   | 32,1     | 32,1     | 31,2    | 31,2   |

De acordo com dados de 2002, średni dochód na mieszkańca wynosił 1, o rendimento médio per capita ascendia a zł.

## Subdivisões
- Aleksandrówka, Anielin, Bartodzieje, Belsk Duży, Belsk Mały, Bodzew, Boruty, Daszewice-Rożce, Grotów, Jarochy, Julianów, Kussy, Lewiczyn, Łęczeszyce, Maciejówka, Mała Wieś, Oczesały, Odrzywołek, Rębowola, Rosochów, Sadków Duchowny, Sadków-Kolonia, Skowronki, Stara Wieś, Tartaczek, Widów, Wilczogóra, Wilczy Targ, Wola Łęczeszycka, Wola Starowiejska, Wólka Łęczeszycka, Zaborów, Zaborówek.

## Comunas vizinhas
- Błędów, Goszczyn, Grójec, Jasieniec, Mogielnica, Pniewy,